# Bántó Sámuel
Bántó Sámuel (1808 körül – Kolozsvár, 1886. december 15.) műfordító.
Polgári foglalkozása bányaigazgatósági ülnök volt. Életének 78., házasságának 46. évében hunyt el, református szertartás szerint helyezték örök nyugalomra. Felesége Kozmanovics Mária volt.
Gioachino Rossini három operáját magyarosította: 
- A sevillai borbély, amelyet 1835. április 11-én, azután még négyszer és 1836-ban háromszor adtak elő Budán
- Tankréd, amely ugyanott 1835. június 9-én került színre.
- Otello, amelyet 1842-ben a Pesti Nemzeti Színházban mutattak be.

Karl Meisl Három század című énekes játékát 3 felvonásban szintén ő fordította. 1836. január 1-jén adták Budán és kétszer ismételték. A Nemzeti Színház könyvtárában megvan kéziratban Frederic Luxemburgi Marchal című drámájának fordítása 3 felvonásban.